# رابطة هواة البث الإذاعي البرازيلي
رابطة هواة البث الإذاعي البرازيلي هي منظمة وطنية غير ربحية لهواة الراديو الهواة في البرازيل. لدى الرابطة منظمات منفصلة لكل ولاية من ولايات البرازيل. وهي معترف بها من قبل وزارة الاتصالات البرازيلية. كما أنها الداعمة لـ شبكة الطوارئ الوطنية لراديو الهواة، وهي شبكة اتصالات لاسلكية طارئة للهواة في حالات الطوارئ في البرازيل. كانت الرابطة واحدة من المنظمات الراعية لبطولة العالم للرياضات اللاسلكية لعام 2006 التي أقيمت في فلوريانوبوليس. وهي الجمعية الوطنية العضو التي تمثل البرازيل في الاتحاد الدولي لهواة الراديو.

## التاريخ
تأسست المنظمة في الأصل في 1 فبراير 1931 في ساو باولو، بهدف تمثيل هواة الراديو البرازيليين، المعترف بهم رسميًا في البرازيل منذ 5 نوفمبر 1924 (أول خبر عن هواة الراديو في البرازيل يعود إلى عام 1909). في 13 فبراير 1933 تم تأسيس شبكة هواة الراديو البرازيلية في ريو دي جانيرو في ذلك الوقت كانت العاصمة الفيدرالية.
نظرًا لأن المنظمتين كان لهما نفس الأهداف وهما تمثيل هواة الراديو البرازيليين، اجتمع الأعضاء من ساو باولو وريو دي جانيرو في 2 فبراير 1934 وختم توحيد الكيانين تحت اسم رابطة هواة البث الإذاعي البرازيلي وتقع في ريو دي جانيرو. في 22 أكتوبر 1934 أقيم حفل رسمي للاحتفال بتوحيد الجمعيتين. في قانون التأسيس المحفوظ في مقر الرابطة يبرز مقتطف: «أنه منذ هذا اليوم لن يكون هناك المزيد من التنافس بين هواة الراديو البرازيليين».

### المنظمة
يقع مقرها في برازيليا العاصمة الادارية، وفروعها في جميع الولايات البرازيلية تقريبًا. يمثل كل من هذه المكاتب الفرعية التابعة للولاية هواة الراديو من ولايتهم قبل الإدارة المركزية للرابطة.